# هانیا رانی

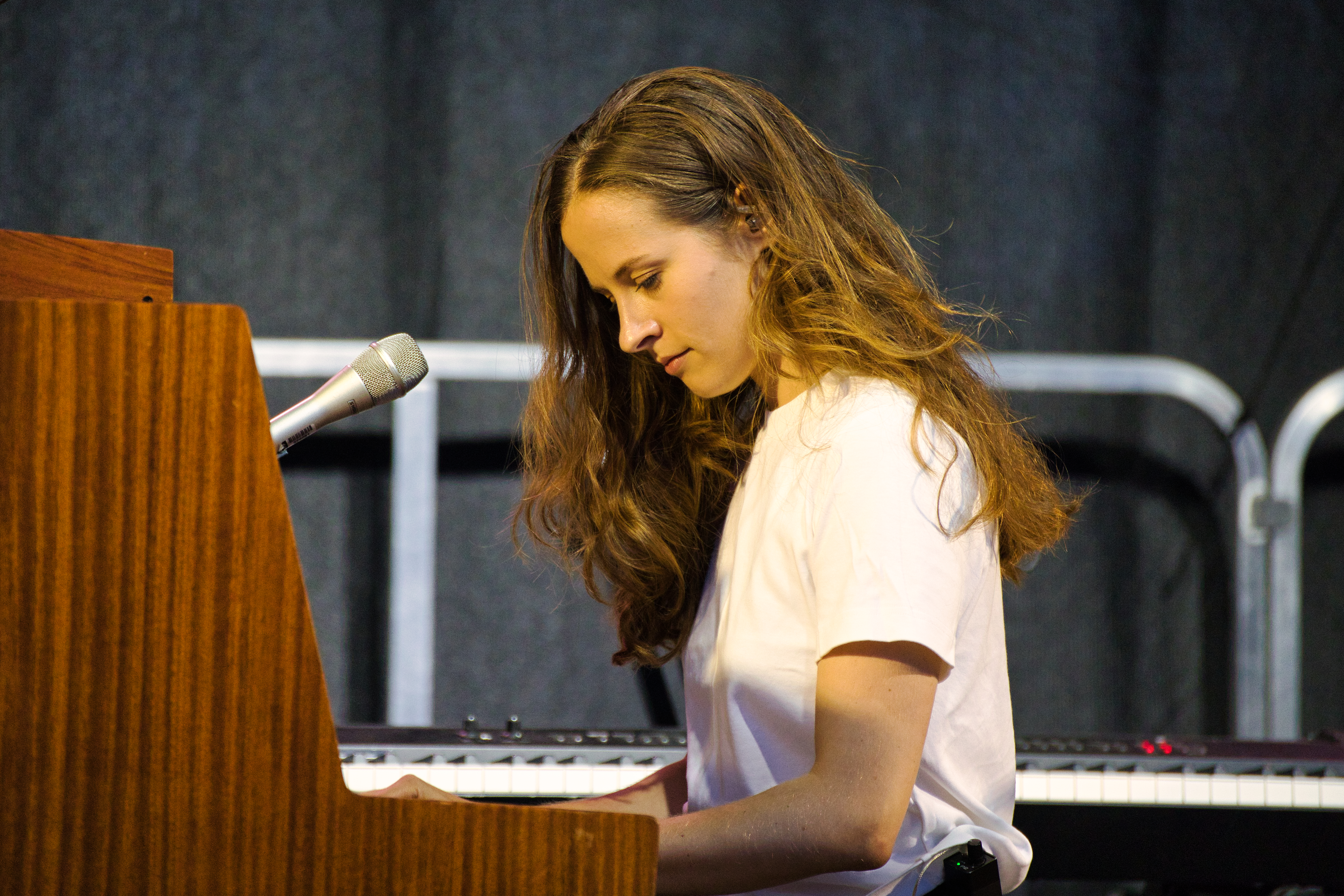
هانیا رانی

هانیا رانی (نام اصلی هانا رانیشوسکا؛ زاده شهر گدانسک در ۵ سپتامبر ۱۹۹۰) پیانیست، آهنگساز، موسیقی دان و خواننده لهستانی است. او در مدرسه موسیقی Feliks Nowowiejski در گدسانک و در دانشگاه موسیقی Fryderyk Chopin موسیقی خوانده‌است.
او با برخی از آهنگسازان همچون Hior Chronik و Dobrawa Czocher و با ارکستر فانکهاوس برلین، روندهوس لندن و فیلارمونیک ملی ورشو همکاری داشته‌است. هانیا دو آلبوم Esja و Home و آلبوم مشترک Dobrawa Czocher را در کارنامه کاری زندگی اش دارد که هر کدام از دیگری برتری خاص خود را دارند همچنین همکاری در آلبوم مشترک با نوازنده ویولنسل نیز موجب زیبایی هر چه بیشتر موزیک‌هایشان برای هر دو هنرمند شد.

## دیسکوگرافی

### آلبوم‌ها
| عنوان                                                            | جزئیات آلبوم                                                                    | بالاترین رده‌بندی چارت موسیقی | افتخارات    |
| عنوان                                                            | جزئیات آلبوم                                                                    | بریتانیا                     | افتخارات    |
| ---------------------------------------------------------------- | ------------------------------------------------------------------------------- | ---------------------------- | ----------- |
| اسجا                                                             | - منتشر شده در: ۵ آوریل ۲۰۱۹ - برچسب: Gondwana Records - فرمت: دیجیتال، CD , LP | ۶۵                           | - ZPAV: طلا |
| خانه                                                             | - منتشر شده در: ۲۹ مه ۲۰۲۰ - برچسب: Gondwana Records - فرمت: دیجیتال، CD , LP   | -                            |             |
| " -" اثری را نشان می‌دهد که در آن منطقه رده‌بندی یا منتشر نشده‌است. |                                                                                 |                              |             |